# Brignac, Morbihan
Brignac (Brennieg trong tiếng Bretagne) là một xã ở tỉnh Morbihan trong vùng Bretagne tây bắc Pháp. Xã này có diện tích 13,12 km², dân số năm 1999 là 224 người. Khu vực này có độ cao từ 68-126 mét trên mực nước biển.
Cư dân của Brignac danh xưng trong tiếng Pháp là Brignacois.